# 喬治·芒羅
喬治·巴伯·芒羅（英語：George Barber Munroe，1922年1月5日—2014年8月19日），美國前職業籃球球員，曾效力於波士頓塞爾提克隊與聖路易轟炸機隊。球員退役後曾短暫服役於美國海軍，退伍後就讀於哈佛大學法學院，並順利取得律師執照。他在短暫執業後取得羅德獎學金，因此又赴英國牛津大學深造，取得文學士學位。1958年，他進入菲爾普斯道奇礦業公司工作，並在1975年－1987年間出任該公司的董事長。

## 大學時代
芒羅在1939年秋季進入達特茅斯學院就讀，他不只在課業上表現優異，在籃球運動上更是表現傑出，是學校籃球隊的隊員之一，曾代表學校出征全國大學體育協會（NCAA）主辦的二級會員學校男子籃球賽。身高5呎11吋（1.8公尺）的後衛芒羅帶領球隊打進全國冠亞軍決賽，雖然最後以53-38輸給史丹佛大學，但也在球隊歷史上寫下22勝6敗的佳績，芒羅本人更成為當屆常春藤聯盟東區校際籃球聯賽的得分王。芒羅在有出征的12場比賽中總共拿下175分，平均每場比賽奪得14.6分。
達特茅斯學院因此次的優異表現而獲得晉級，並在1942年至1943年打進NCAA錦標賽；但在首輪就以46-36分輸給帝博大學。雖然他們之後以51-49擊敗紐約大學，總成績也只有20勝3敗，沒有寫下新記錄。芒羅在1943年春天自學院畢業，成為一個社會新鮮人。

## 事業

### 職業生涯
畢業後，芒羅曾在1943年至1946年間服役於美國太平洋艦隊馬里蘭號戰艦的戰情中心（CIC），隨艦參與太平洋戰事；退伍後，芒羅在全美籃球聯賽（BAA）中開始他的職業球員生涯。他的職業球員生涯並不長，僅為波士頓塞爾提克隊與聖路易斯轟炸機隊打了兩個賽季。在這兩個賽季中，芒羅總共出征80場比賽，平均每場拿下6.1分。
在結束職籃生涯後，芒羅考上哈佛大學法學院，並在1949年獲得法學學士學位。自哈佛畢業後，芒羅加入紐約州律師協會，成為柯史莫法律事務所的律師之一。他只在那裡工作了很短的時間，就又前往牛津大學基督教會學院繼續深造。
1951年，芒羅以「羅德學者」的身份自牛津大學畢業，獲頒文學士學位。他在回去美國執業數年後便又重返牛津大學進修碩士，1956年畢業。芒羅在繼續執業兩年後，於1958年進入菲爾普斯道奇礦業公司任職。

### 菲爾普斯道奇礦業公司
芒羅在菲爾普斯道奇工作4年後，於1952年升上副總經理的位置。1966年時，芒羅已控制菲爾普斯道奇公司的日常業務運作，並順利升任總經理。芒羅的事業一帆風順，最後1969年成為該公司的首席執行官（CEO）兼總經理。他後在1975年辭去總經理職務，專注於首席執行官的工作。1987年，芒羅自首席執行官退休，但仍然是董事會的一員。芒羅在1966年至1994年間擔任菲爾普斯道奇的董事，曾在1975年至1987年間出任董事長一職。

### 達特茅斯學院
雖然芒羅在1943年就已自達特茅斯學院畢業，他還是繼續以校友身份參與學院校務。1964年至1968年間，芒羅是校友理事會執行委員會的一員，並在1977年成為達特茅斯學院的校董，1988年獲選為董事會主席，在學院的3年動盪時期中參與校務。
2001年8月，喬治·芒羅捐出他在擔任董事會主席時的文件給學院圖書館，作為校史研究之用。

## 個人生活
喬治·芒羅出生於伊利諾州喬利埃特，1939年自喬利埃特中央高級中學畢業。他的父母分別是喬治·米勒·芒羅（George Muller Munroe）與露絲·巴伯（Ruth Barber）。喬治·芒羅與元配海倫·泰勒（Helen Taylor）育有2個兒子，分別名為喬治與拉爾夫（George Taylor and Ralph W. Taylor）。芒羅在1964年結束與妻子結髮19年的婚姻，之後於1968年5月30日與埃麗諾·布寧（Elinor Bunin）再婚。喬治·芒羅現在已從事業上完全退休，不再插手公司或學院的事務。2014年8月19日，喬治·芒羅過世，得年92歲；身後不辦喪禮，親友對遺族的捐贈都捐給達特茅斯學院的喬治·巴伯·芒羅獎學金（George B. Munroe Scholarship Fund）與大都會藝術博物館。

## 外部連結
- 喬治·芒羅的個人比賽記錄（页面存档备份，存于）（英文）
- 喬治·芒羅所捐出的文件收藏（页面存档备份，存于）（英文）